# Meng Wanzhou

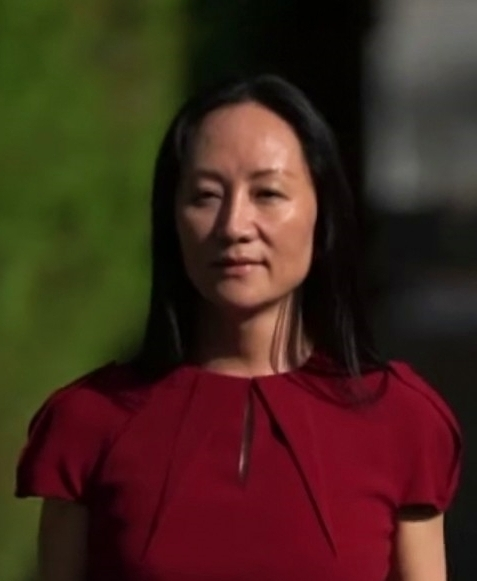
Meng Wanzhou in Vancouver (2021)

Meng Wanzhou (chinesisch 孟晚舟, Pinyin Mèng Wǎnzhōu; * 13. Februar 1972 in Chengdu) ist eine chinesische Geschäftsfrau. Sie ist stellvertretende Vorstandsvorsitzende und Finanzdirektorin (CFO) von Huawei, das von ihrem Vater Ren Zhengfei gegründet wurde.

## Werdegang
Meng Wanzhou ist die Tochter von Huawei-Gründer Ren Zhengfei und seiner ersten Frau Meng Jun. Mit 16 Jahren nahm sie den Nachnamen ihrer Mutter an. Sie hat einen jüngeren Bruder, Ren Ping (ehemals Meng Ping) und eine 25 Jahre jüngere Halbschwester, Annabel Yao, aus der zweiten Heirat ihres Vaters mit Yao Ling. Nach ihrem College-Abschluss 1992 arbeitete sie ein Jahr lang für die China Construction Bank, bevor sie bei Huawei, einem von ihrem Vater gegründeten Start-up-Unternehmen, als Sekretärin anfing. Im Jahr 1999 erwarb sie einen Master-Abschluss in Rechnungswesen an der Universität für Wissenschaft und Technik Zentralchina. Sie zog nach Vancouver, Kanada, und erhielt 2001 eine Daueraufenthaltsgenehmigung, die jedoch 2009 ablief. Seit mindestens 2011 hat Meng auch eine Daueraufenthaltsgenehmigung für Hongkong.
Als Huawei 2011 erstmals die Namen seiner Top-Führungskräfte veröffentlichte, war Meng bereits als CFO aufgeführt. Im März 2018 wurde sie zu einer der vier stellvertretenden Vorstandsvorsitzenden ernannt, was Spekulationen nährte, dass sie auf die Nachfolge ihres Vaters vorbereitet wurde. Ren wies diese Behauptungen jedoch zurück und erklärte, dass keines seiner Familienmitglieder über geeignete Qualitäten verfügen würde und daher keine dieser jemals in die Reihe der Nachfolger aufgenommen werden würden.
Im Jahr 2017 setzte Forbes Meng auf Platz 8 seiner Liste herausragender Geschäftsfrauen Chinas. Es ist geplant, dass sie zum 1. April 2023 den rotierenden Konzernvorsitz übernehmen wird, wodurch die Nachfolge von Ren Zhengfei eingeleitet werden soll.
Im Jahr 2007 heiratete Meng den Geschäftsmann Liu Xiaozong, der zuvor zehn Jahre lang für Huawei arbeitete. Das Paar hat eine gemeinsame Tochter und drei Söhne aus Mengs früherer Ehe.

## US-Justiz
Am 1. Dezember 2018 wurde sie in Vancouver aufgrund eines Ersuchens der Vereinigten Staaten verhaftet. Sie wurde der Verschwörung beschuldigt, Banken betrogen und die US-Sanktionen gegen den Iran umgangen zu haben. Dagegen behaupten ihre Anwälte, dass die von den USA vorgelegten Beweise „unzuverlässig und fehlerhaft“ seien und somit nicht von dem kanadischen Gericht in der Verhandlung über die Auslieferung an die USA berücksichtigt werden sollten.
Am 9. Juli 2021 lehnte die kanadische Richterin Heather Holmes Mengs Antrag ab, in ihrem juristischen Kampf gegen die Auslieferung an die USA eine Reihe von entlastenden Beweisen vorzulegen. Mengs Anwälte erklärten, die Beweise würden den US-Auslieferungsversuch gegen sie entkräften und beweisen, dass die Vorwürfe der USA gegen Meng willkürlich konstruiert wurden, um sie aus politisch motivierten Gründen zu inhaftieren. US-Präsident Donald Trump suggerierte bereits 2018, dass Meng von den USA als „Trumpfkarte“ in Handelsgesprächen mit China missbraucht werden könnte. Holmes gab keine Gründe für die Entscheidung an, Mengs entlastendes Beweismaterial aus dem gerichtlichen Prozess auszuschließen.
Am 24. September 2021 beendete Holmes das Auslieferungsverfahren gegen Meng und ordnete die Aufhebung ihrer Haftauflagen an. Die Entscheidung folgte auf eine Vereinbarung mit dem US-Justizministerium, nach der das US-Verfahren gegen Meng beigelegt wird. Wenige Stunden nach der Bekanntmachung wurden von chinesischer Seite die zwei Kanadier Michael Spavor und Michael Kovrig freigelassen, die nach der Verhaftung Mengs in Peking festgenommen und wegen Spionage an China verurteilt wurden. Die Verurteilung wurde weithin als politischer Schauprozess kritisiert und infolge der unerwarteten Freilassung wurde China „Geiseldiplomatie“ vorgeworfen.